# Фукаја
Фукаја (јап. 深谷市) град је у Јапану у префектури Саитама. Према попису становништва из 2005. у граду је живело 146.461 становника.

## Становништво
Према подацима са пописа, у граду је 2005. године живело 146.461 становника.
| 1995.   | 2000.   | 2005.   |
| ------- | ------- | ------- |
| 143.116 | 146.562 | 146.461 |